# Reserva natural de Dauria
La reserva natural de Dauria (o Daursky) (en ruso: Даурский заповедник; Daourski zapovednik) es una reserva natural de Rusia situada en Siberia, en la antigua región histórica de Dauria, al sureste de Transbaikalia, en la parte sur de la región de Chitá (krai de Zabaikalie), cerca de la frontera con Mongolia. La central de la reserva se encuentra en el pueblo de Baja Tsasuchei.
La reserva fue establecida el 25 de diciembre de 1987 para proteger las zonas de anidamiento en las estepas secas y los humedales de Asia Central y comprende 208 600 hectáreas, de las que 163 800 ha son la zona de amortiguamiento.
En 1997, la reserva fue incluida en la lista de reservas de la biosfera de la UNESCO.
En 2005, el gobierno de Rusia propuso que las «Estepas daurianas (Reserva Estatal de la Biosfera de Dauria)» fueran incluidas, como bien natural, en la Lista Indicativa de Rusia, paso previo a su inclusión como Patrimonio de la Humanidad. En 2017 se incluyó en el bien «Paisajes del Dauria», un bien transfronterizo compartdo con Mongolia.

## Geografía

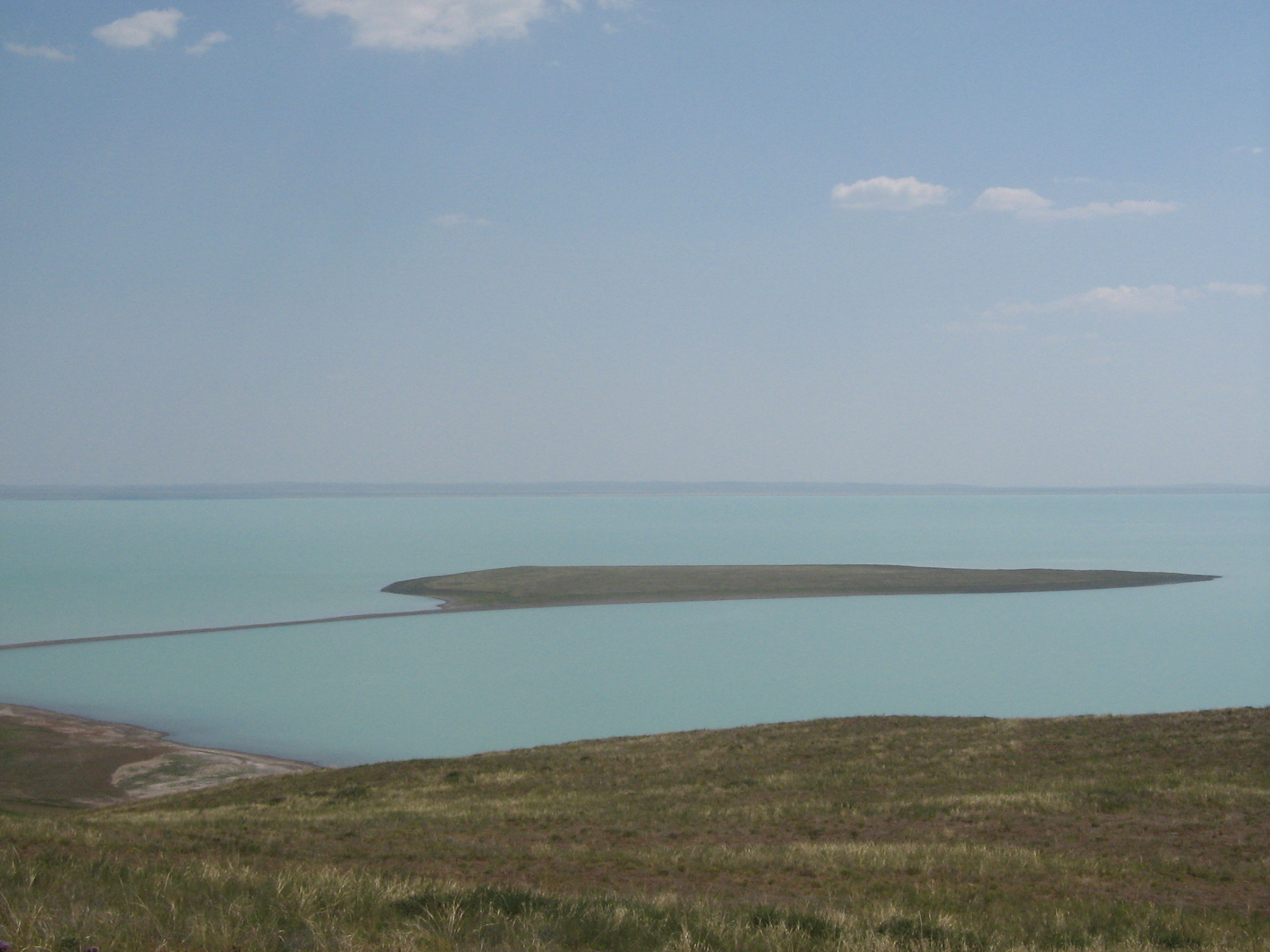
Vista del lago Zun-Torey

La reserva natural de Dauria fue creada en primer lugar para la conservación de las aves que anidan en la zona. Es una zona de estepas, pantanos y bosques alrededor de lagos esteparios de los que los más importantes son el Barun-Torey (en época de aguas altas, hasta 580 km²) y el Zun-Torey (hasta 300 km²). Comprende 208 600 hectáreas, de las que 163 800 ha son la zona de amortiguamiento. El área base es de alrededor de 44 800 ha y se divide en 9 sectores.

## Fauna

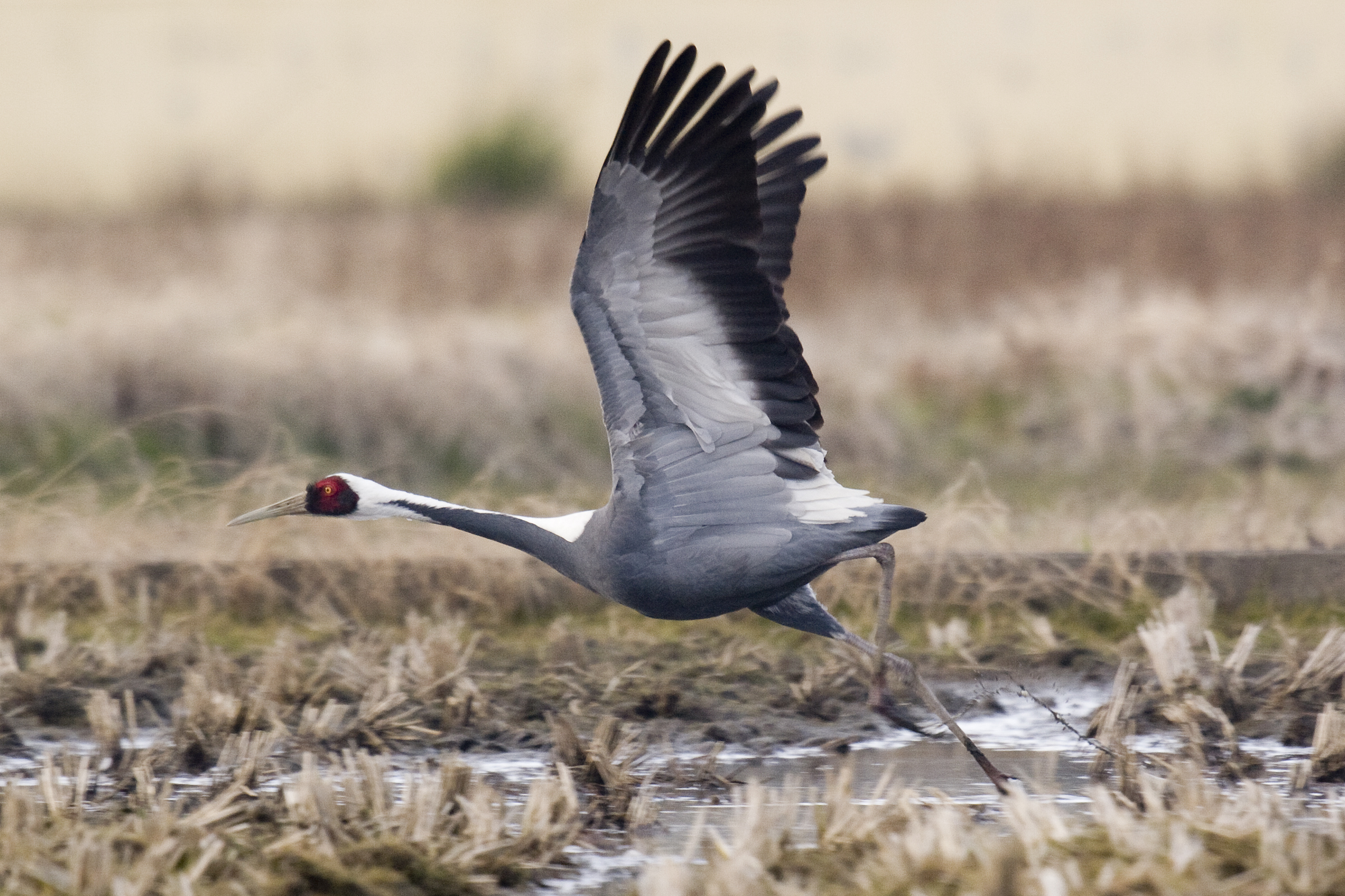
Una grulla de Dauria o grulla cuelliblanca

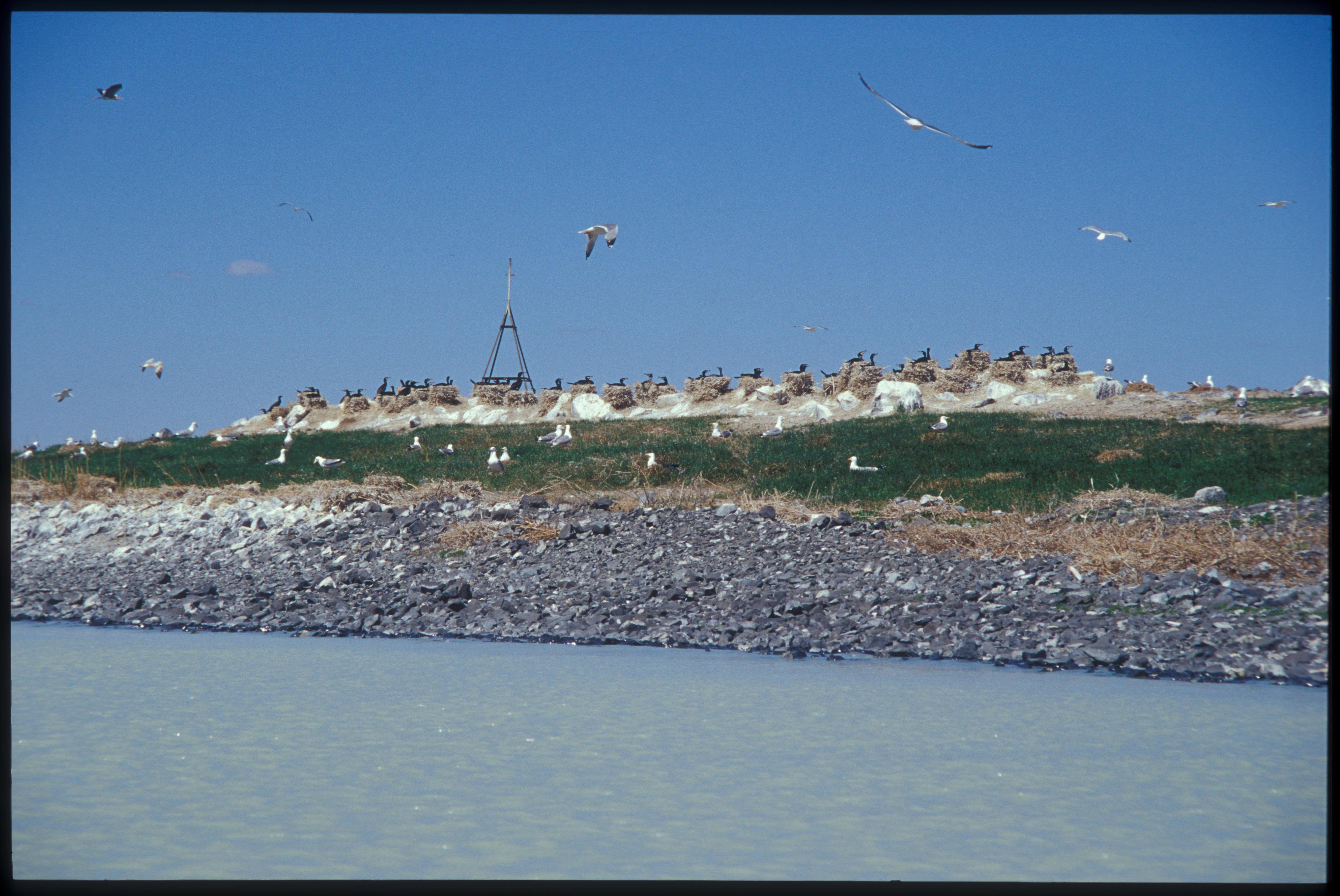
Colonias anidando en la reserva

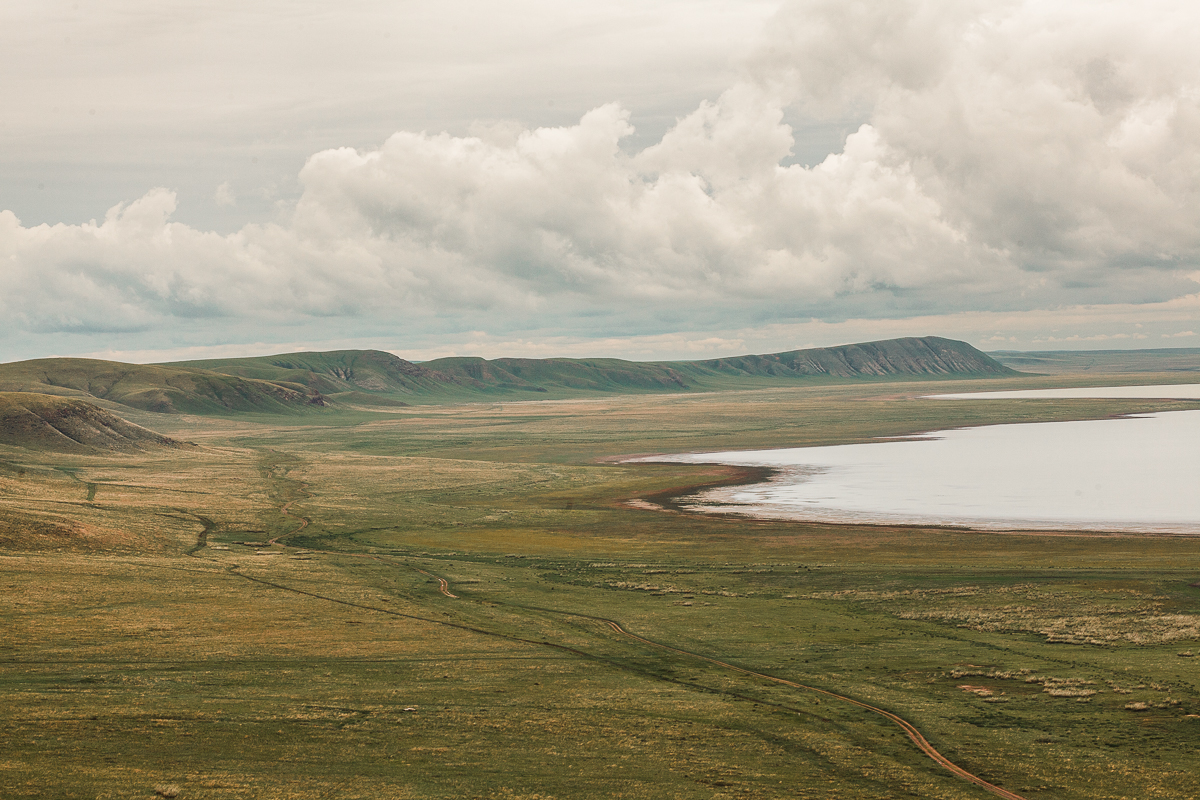
Las colinas al norte del lago Zun-Torey.jpg

La fauna de vertebrados incluye 52 especies de mamíferos, 317 de aves, 3 de reptiles, 3 de anfibios y 4 de peces.  Además, hay cerca de 800 especies de insectos. Los mamíferos de la reserva incluidos en la lista roja de la UICN son el zeren (gacela de Mongolia), manul y erizo del Gobi.
Casi un centenar de especies de aves que se encuentran en los diferentes libros rojos regionales de especies amenazadas en dististos grados aparecen en la reserva. Cuatro especies de grullas anidan en ella: la grulla de Dauria o grulla cuelliblanca, la grulla común, la grulla de Manchuria y la grulla damisela.
Cincuenta y dos especies de animales salvajes que figuran en el Libro Rojo de Rusia, incluyendo la marmota de Siberia, el erizo del Gobi o de Dauria, el manul o gato de Pallas  y la gacela de cola blanca. Es el único territorio de Rusia en el que se reproduce y reside permanentemente la gacela siberiana. En septiembre de 2011, se contabilizaron entre 3600 y 3800 individuos.
La mayoría de estas especies son típicas de las estepas. No se encuentran más que en ciertas áreas de estepa boscosa cerca del Adon y del Tsassoutcheï especies de taiga como el topillo rojo, el ratón del Extremo Oriente o ardillas. Los mamíferos incluyen cuatro especies de  ratones y musarañas, y el ochotona dauurica, seis especies de murciélagos, dos especies de liebres y veintidós de otros roedores. También se inventariaron cuatro especies de cánidos, seis de mustélidos, dos de félidos, cuatro de ungulados, etc. Anteriormente había asnos salvajes asiáticos y argalis, pero han desaparecido de este territorio.
En la década de 1980 estaba previsto introducir el caballo de Przewalski en la reserva, pero el plan fue cancelado después de la Disolución de la Unión Soviética. En 2009, ese viejo plan surgió de nuevo.
Recientemente, se ha creado en la zona una nueva reserva, la Dolina Zerenov (valle del zeren) para garantizar la migración de los zeren entre Rusia y Mongolia.

## Flora
Las plantas inventariadas son 446, de ellas 28 especialmente protegidas figuran en el libro rojo regional y tres en el libro rojo de Rusia (Iris tigridia, Asparagus brachyphyllus et Tripogon chinensis).
La reserva también tiene una colonia de la rara Iris potaninii, una planta enana perenne rizomatosa.

## Intercambios científicos
Un partenariado se firmó en 1994 entre Rusia, Mongolia y China para el intercambio científico entre la reserva natural de Dauria y las reservas naturales análogas del otro lado de las fronteras.

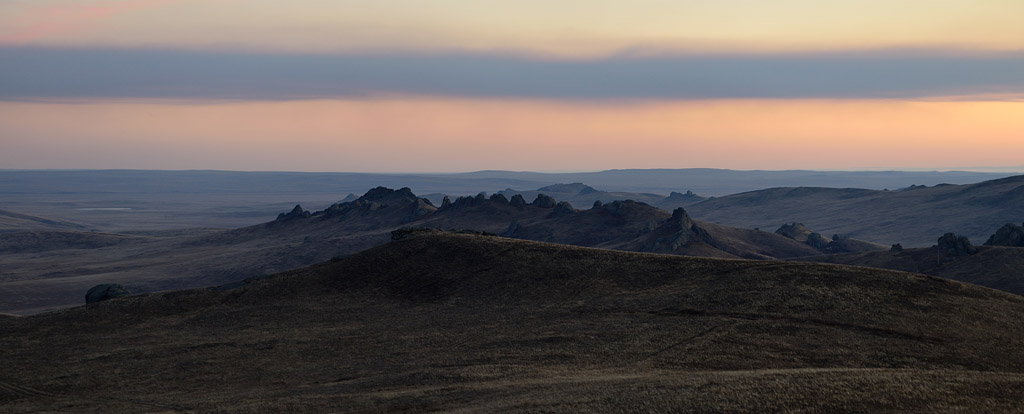
Vista panorámica de la reserva natural.